# Mismi
El Mismi es una montaña de 5539 m s. n. m. de altura de origen volcánico que se encuentra en la cordillera de los Andes en Arequipa, Perú. En 1996 una lengua glaciar en el Mismi fue identificada como la naciente más remota del río Amazonas; este hallazgo fue confirmado en el 2001 y nuevamente en el 2007.
Las aguas provenientes del Nevado Mismi fluyen hacia las Quebradas Carhuasanta y Apacheta, que a su vez desembocan en el río Apurímac que es un tributario del Ucayali que luego converge con el Marañón para dar origen al río Amazonas.